# La Pintada

Bandeira de La Pintada.

Localização de La Pntada, no departamento de Antioquia.

La Pintada é uma cidade e município da Colômbia, no departamento de Antioquia.
Tem uma superfície de 55 quilômetros quadrados, resultante da fusão de duas áreas diferentes que pertenciam aos municípios de Santa Bárbara e Valparaíso.